# مطار فينيكس سكاي هاربر الدولي
 مطار فينيكس سكاي هاربر الدولي (بالإنجليزية: Phoenix Sky Harbor International Airport)(إياتا: PHX، إيكاو: KPHX، معرف الموقع إف إيه إيه: PHX) هو مطار مدني وعسكري يقع في فينيكس بمقاطعة ماريكوبا في ولاية أريزونا الأمريكية ويبعد (4.8 كم) إلى الشرق من الوسط التجاري في فينيكس، وهو المطار الدولي الرئيسي في أريزونا واحد أكبر مرافق الطيران في جنوب غرب أمريكا. كان المطار في عام 2021 المطار الثامن الأكثر ازدحامًا في الولايات المتحدة و22 في العالم. المطار مركز للخطوط الجوية الأمريكية وقاعدة لخطوط فرونتير الجوية وخطوط ساوثويست الجوية.

## نبذة تاريخية
ظل مطار فينكس الدولي يعمل تحت اسمه الحالي منذ أن تم شراؤه من قبل مدينة فينيكس ما قبل عام 1935، وظل يعمل عبر أربع شركات طيران في الخمسينات الميلادية. واليوم يعتبر المطار ثالث أكبر مركز لخطوط الولايات المتحدة الجوية، وثالث أكبر مركز لطيران جريت ليكس، وكما هو ثالث أكبر وجهة لخطوط ساوث ويست الجوية كثاني أكبر مشغل في المطار.
خطوط الولايات المتحدة الجوية وشركة طيران ساوث وست يتشاركان حاليا المبنى رقم 4، والذي يعالج نحو 75 في المئة من حركة المرور عبر المطار 
تشغل الخطوط الجوية البريطانية وجهة السفر الوحيدة خارج أمريكا الشمالية من المطار إلى مطار لندن هيثرو، في حين أن خطوط الولايات المتحدة الجوية وخطوط هاواي الجوية تقدم خدمة بدون توقف إلى هاواي. ومن المتوقع أن تبدأ خطوط الولايات المتحدة الجوية خدمة بدون توقف بين فينيكس وطوكيو ناريتا في عام 2012 ، والتي إذا ما بدأت ستكون أول رحلة طيران دون توقف بين فينيكس وآسيا.
في عام 2008، في خدم المطار 39.891.193 راكبا، مما يجعله في المرتبة التاسعة بين أكثر المطارات ازدحاما في الولايات المتحدة ، وفي المرتبة السابعة عشرة بين أزحم مطارات العالم من حيث عدد المسافرين.
وبسبب ميزة أنماط الرياح المتسقة في المنطقة، صممت جميع مدارج المطار بطريقة متوازية كواحد من أكبر المطارات في العالم.

## المنشآت

### مباني صالات المسافرين
يشمل مطار فينكس الدولي على 121 بوابة سفر من خلال ثلاث مباني لصالات المسافرين (2، 3، 4). بعد أن تم في عام 1990 هدم المبنى رقم 1 المبنى الأصلي للمطار منذ افتتاحة عام 1952. قررت إدارة المطار أنها لا ترغب في إعادة ترقيم المباني الأخرى خاصة وأن المسافرين على دراية بالمطار واعتادوا على نظام الترقيم الحالي. تتوفر حرية الوصول إلى الإنترنت اللاسلكي متوفر في مباني المطار.

#### مبنى صالات المسافرين 2

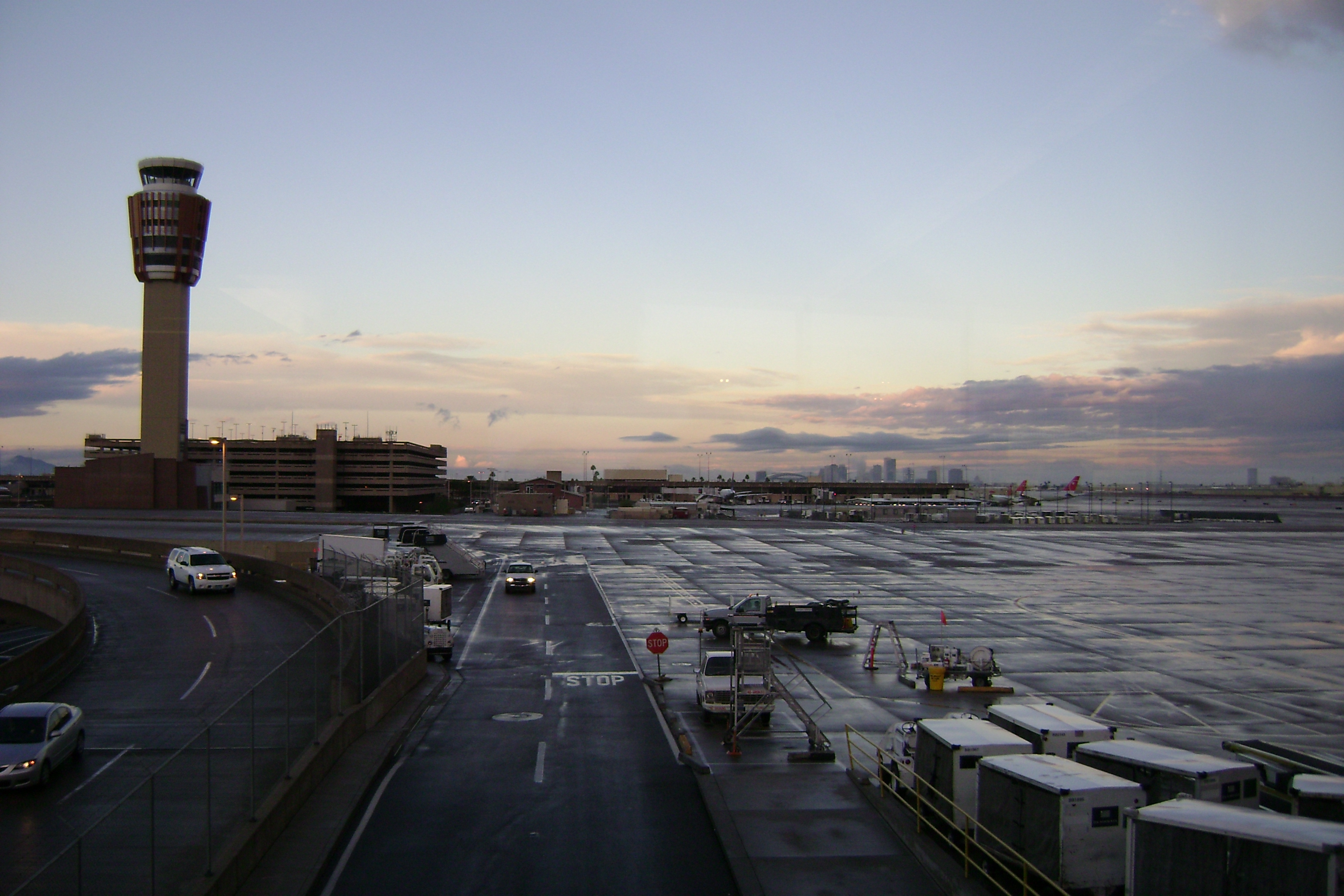
المبنى رقم 3

افتتح في عام 1962. تدير من خلاله شركة يونايتد ايرلاينز خدمة نادي ريد كاربت (وتعني السجادة الحمراء) ويحتوي على 12 بوابة سفر. المبنى من تصميم المعماريين فريد ويفر وديك دروفر، من شركة ويفر ودروفر المعمارية في فينكس، واحتوى المبنى على لوحة جدارية للفنان الفرنسي- الأمريكي بول كوز.
في نوفمبر 2006، افتتحت قاعة الضيافة للعسكريين والمحاربين القدامى على مستوى الميزانين من المبنى رقم 2 (في المساحة المحتلة سابقا من قبل نادي السفراء-شركة تي دبليو إيه). برعاية لجنة فينيكس للعسكريين والمحاربين القدامى.

#### مبنى صالات المسافرين 3
افتتح في عام 1979، تدير من خلاله شركة خطوط دلتا الجوية خدمة نادي كراون روم (وتعني غرفة التاج) والذي اغلق في 30 أبريل 2008 ضمن خطة لخفض التكاليف للشركة.يحتوي المبنى على 16 بوابة سفر. المبنى من تصميم دروفر ووالش وليندلان المعمارية في فينكس (سابقا ويفر ودروفر).

#### مبنى صالات المسافرين 4 (باري غولدووتر)

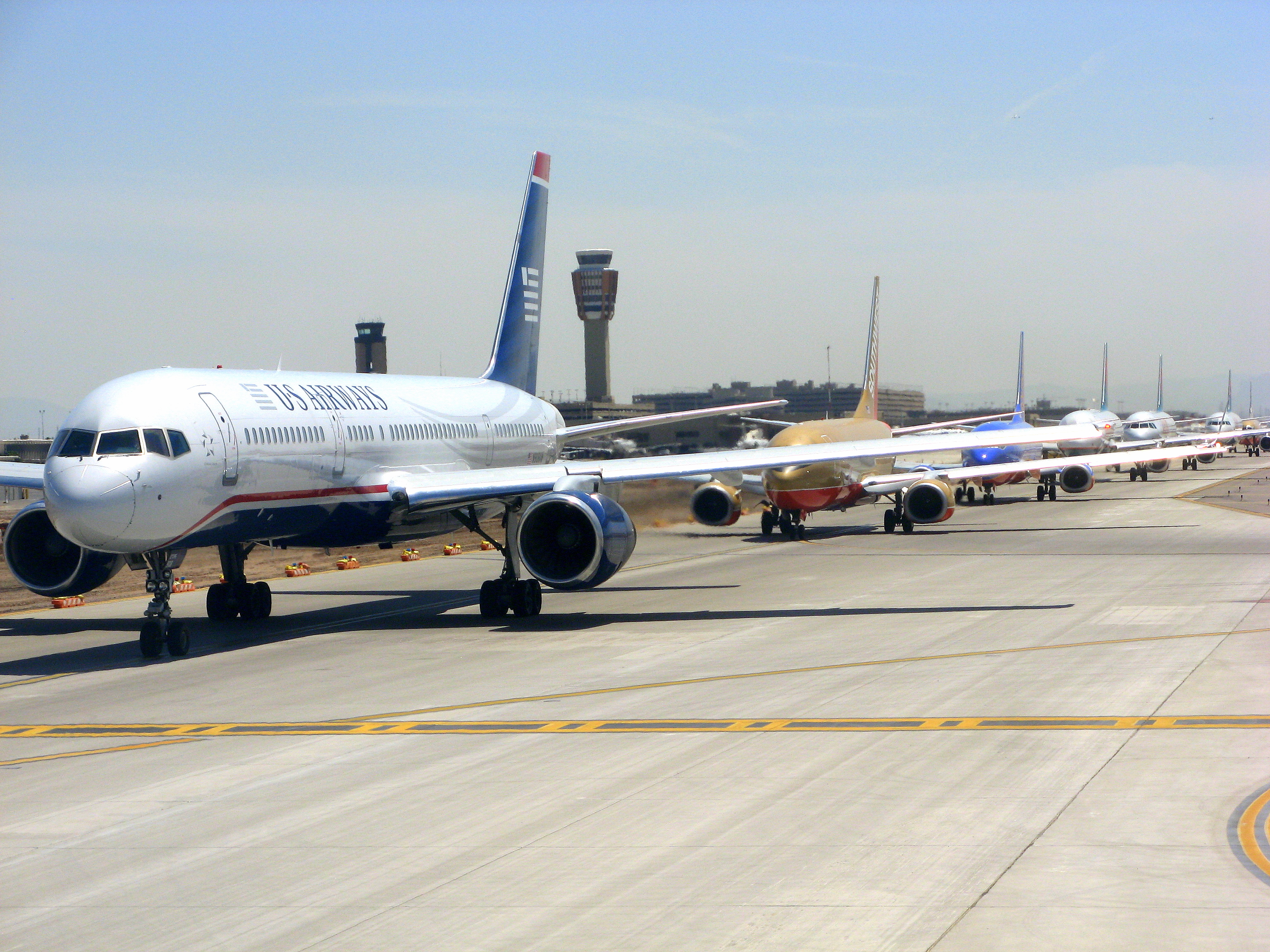
طائرات تصطف بانتظار الإذن بالإقلاع في مطار فينيكس

افتتح في عام 1990، سمي على اسم عضو ولاية أريزونا السابق في مجلس الشيوخ الأمريكي السناتور باري م. غولدووتر. تشغل خطوط الولايات المتحدة الجوية خدمات خاصة بحملة عضوية ثلاثة برامج سفر عند بوابات A7، A19 و B5. كما الخطوط الجوية البريطانية تشغل أيضا صالة نادي التنفيذي بين البوابات B21 و B23.
بني مبنى الصالات أصلا مكونا من أربعة صالات : N2 و N3 على الجانب الشمالي وS3 و S4 على الجانب الجنوبي. وفي عام 1994، افتتحت الصالة الدولية N4، واضافت 10 بوابات جديدة وممشى لربطها ببهو الصالة S4.
في عام 1997، بدأ العمل على بناء الصالة N1 متضمنا على 14 بوابة سفر تشغلها خطوط غرب أمريكا الجوية. واكتمل البناء في يونيو 1998 بتكلفة قدرها 50 مليون دولار ، منهية بذلك التوسع في الجانب الشمالي من المبنى.
وعلى الجانب الجنوبي من مبنى الصالات، بدأ البناء في عام 2002 للصالة S2 لخطوط ساوث ويست الجوية متضمنة ثمانية بوابات سفر. واكتمل هذا المشروع في عام 2004 ويتميز بتصميم معماري مختلف عن الصالات الستة الأخرى. واعتبارا من عام 2008 بدأت المراحل الأولية لتصميم الصالة S1. ويدعم المشروع لإضافة ثمانية بوابات ومنشأت بمساحة 38500 قدم مربع لصالة المسافرين و47000 قدم مربع كساحة طيران. وكمرحلة لاحقة من هذا المشروع قد تشمل إضافة طابق أرضي بمساحة 47000 قدم مربع. وبالإضافة إلى ذلك، سيتم بناء ممر للمشاة يربط إلى الصالة N1.

### النقل

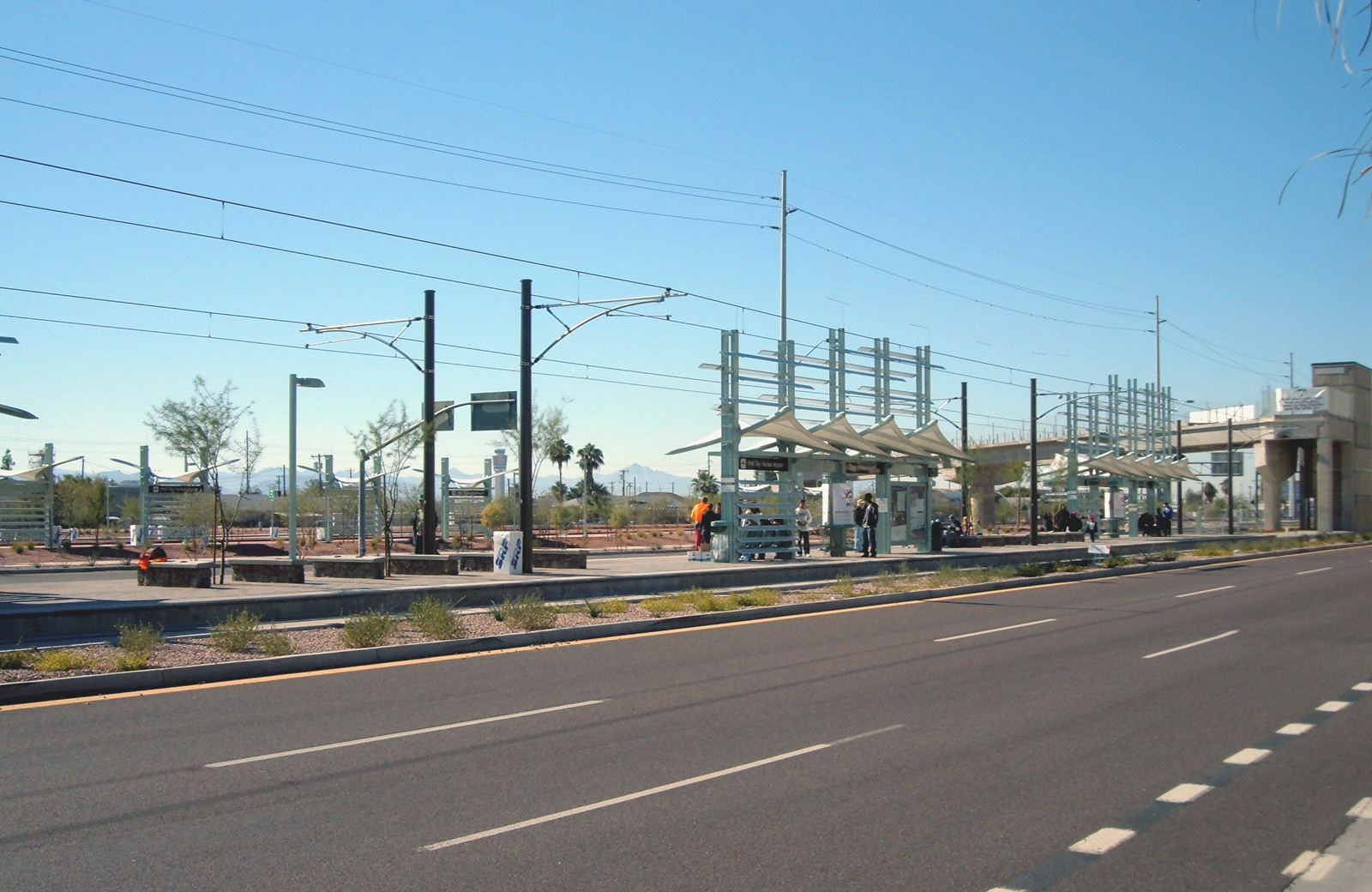
محطة قطار العربات الخفيفة في مطار فينيكس

يتم خدمة المطار عبر المسارات 13 و 15 و 40 للميتر فالي (Valley Metro).
يتم نقل المسافرين من محطة واشنطن لقطار العربات الخفيفة القريب من المطار ونقلهم بخدمة الحافلات المجانية إلى الصالات. في المستقبل ستتولى خدمة نقل المسافرين الآلية لمطار فينيكس هاربور هذه المسؤولية.

## شركات الطيران والوجهات

### المسافرون
تقوم شركات الطيران التالية بتشغيل رحلات ركاب مجدولة إلى مطار سكاي هاربور:
| شركـات طيـران            | الوجهات | Refs   |
| ------------------------ | --- | ------ |
| Advanced Air             | Carlsbad (NM) ‏ (تبدأ في 5 نوفمبر 2023)، Gallup، Los Angeles/Hawthorne ‏، Silver City ‏ | [ 12 ] |
| طيران كندا               | مطار فانكوفر الدولي موسمي: مطار تورونتو بيرسون الدولي | [ 14 ] |
| Air Canada Rouge         | موسمي: مطار مونتريال الدولي، مطار تورونتو بيرسون الدولي | [ 14 ] |
| خطوط آلاسكا الجوية       | مطار تيد ستيفنز أنكوراج الدولي، Boise، مطار باين فيلد، مطار بورتلاند الدولي، مطار سان فرانسيسكو الدولي، مطار سياتل تاكوما الدولي | [ 15 ] |
| أليجانت للطيران          | Asheville، Knoxville، Provo، Stockton | [ 16 ] |
| الخطوط الجوية الأمريكية  | Albuquerque، مطار هارتسفيلد جاكسون، مطار أوستن برغستروم الدولي، Boise، مطار لوجان الدولي، Burbank، Cancún، Cedar Rapids/Iowa City ‏، مطار شارلوت دوغلاس الدولي، مطار أوهير الدولي، Cincinnati، Columbus–Glenn، مطار دالاس فورت ورث الدولي، مطار دنفر الدولي، Des Moines ‏، مطار ديترويت، El Paso ‏، مطار غوادالاخارا الدولي، مطار هونولولو الدولي، مطار جورج بوش الدولي، مطار إنديانابوليس الدولي، مطار جاكسونفيل الدولي (تبدأ في 5 نوفمبر 2023)، Kahului، Kailua-Kona، Kansas City ‏، مطار هاري ريد الدولي، Lihue، مطار لندن هيثرو، مطار لوس أنجلوس الدولي، Madison، Mazatlán، مطار ممفيس الدولي، مطار بينيتو خواريز الدولي، مطار ميامي الدولي، Milwaukee، مطار منيابولس سانت بول الدولي، Monterey، مطار ناشفيل الدولي، مطار نيوآرك ليبرتي الدولي، مطار نيو اورليانز لويس أرمسترونغ الدولي، مطار جون إف كينيدي الدولي، Omaha، Ontario، Orange County ‏، مطار أورلاندو الدولي، مطار فيلادلفيا الدولي، مطار بورتلاند الدولي، Puerto Vallarta ‏، Raleigh/Durham، مطار رينو تاهو الدولي، Sacramento، مطار سولت ليك سيتي الدولي، مطار سان أنطونيو الدولي، مطار سان دييغو الدولي، مطار سان فرانسيسكو الدولي، مطار سان خوسيه الدولي، San José del Cabo ‏، San Luis Obispo ‏، Santa Barbara ‏، مطار سياتل تاكوما الدولي، Spokane، مطار سانت لويس الدولي، مطار تامبا الدولي، مطار رونالد ريغان الوطني موسمي: Bakersfield، Cleveland، Eugene، Fresno، Grand Rapids ‏، Ixtapa/Zihuatanejo، Palm Springs ‏، مطار بيتسبرغ الدولي ‏، مطار توسان الدولي | [ 18 ] |
| إمريكان إيغل             | Albuquerque، Bakersfield، Burbank، Cedar Rapids/Iowa City ‏، Durango (CO) ‏، El Paso ‏، Eugene، Fayetteville/Bentonville، Flagstaff، Fresno، Grand Junction ‏، Hermosillo، Ixtapa/Zihuatanejo، Loreto، Lubbock، Medford، Midland/Odessa، Monterey، Monterrey، Oklahoma City ‏، Ontario، Palm Springs ‏، Redmond/Bend، مطار رينو تاهو الدولي، Roswell، مطار سولت ليك سيتي الدولي، مطار سان فرانسيسكو الدولي، San Luis Obispo ‏، Santa Barbara ‏، Santa Fe ‏، Santa Rosa ‏، Sioux Falls ‏، St. George (UT) ‏، Tijuana (تبدأ في 15 فبراير 2024)، Tri-Cities (WA) ‏ (تبدأ في 15 فبراير 2024)، مطار توسان الدولي، Tulsa، Wichita (تبدأ في 5 نوفمبر 2023)، Yuma موسمي: Aspen، Billings، Eagle/Vail، Fargo، Idaho Falls ‏، Jackson Hole ‏، Manzanillo، Montrose، مطار سان خوسيه الدولي | [ 18 ] |
| Breeze Airways           | Charleston (SC) ‏، Hartford، Provo، Richmond | [ 20 ] |
| الخطوط الجوية البريطانية | مطار لندن هيثرو | [ 21 ] |
| الخطوط الجوية الصينية    | موسمي عارض: مطار تايوان تاويوان الدولي | [ 22 ] |
| كوندور للطيران           | موسمي: مطار فرانكفورت | [ 23 ] |
| Contour Airlines         | Moab (تبدأ في 1 فبراير 2024)، Page، Vernal (تبدأ في 1 فبراير 2024) | [ 25 ] |
| خطوط دلتا الجوية         | مطار هارتسفيلد جاكسون، مطار لوجان الدولي، مطار ديترويت، مطار منيابولس سانت بول الدولي، مطار جون إف كينيدي الدولي، مطار لاغوارديا، مطار سولت ليك سيتي الدولي، مطار سياتل تاكوما الدولي | [ 26 ] |
| Delta Connection         | مطار لوس أنجلوس الدولي | [ 26 ] |
| Denver Air Connection    | Cortez، Telluride (CO) ‏ | [ 27 ] |
| Flair Airlines           | موسمي: مطار كالغاري الدولي، Edmonton (تبدأ في 16 فبراير 2024)، مطار فانكوفر الدولي (تبدأ في 15 ديسمبر 2023) | [ 30 ] |
| خطوط فرونتير الجوية      | مطار بالتيمور واشنطن الدولي، مطار ميدواي الدولي، مطار أوهير الدولي، Cleveland، مطار دالاس فورت ورث الدولي، مطار دنفر الدولي، مطار ديترويت، مطار هاري ريد الدولي، مطار ناشفيل الدولي، Orange County ‏، مطار أورلاندو الدولي، مطار بورتلاند الدولي، مطار سولت ليك سيتي الدولي، مطار سان دييغو الدولي، مطار سان فرانسيسكو الدولي، مطار سياتل تاكوما الدولي موسمي: مطار هارتسفيلد جاكسون، مطار جورج بوش الدولي، مطار تامبا الدولي | [ 31 ] |
| خطوط هاواي الجوية        | مطار هونولولو الدولي | [ 32 ] |
| خطوط جيت بلو الجوية      | مطار لوجان الدولي، مطار جون إف كينيدي الدولي | [ 33 ] |
| JSX                      | Burbank، Denver–Rocky Mountain ‏، مطار هاري ريد الدولي | [ 34 ] |
| Lynx Air                 | مطار تورونتو بيرسون الدولي موسمي: مطار كالغاري الدولي | [ 36 ] |
| Southern Airways Express | Imperial/El Centro ‏، Show Low ‏ | [ 37 ] |
| خطوط ساوث ويست الجوية    | Albuquerque، مطار هارتسفيلد جاكسون، مطار أوستن برغستروم الدولي، مطار بالتيمور واشنطن الدولي، Boise، مطار بوفالو نياغارا الدولي ‏، Burbank، Cancún، مطار ميدواي الدولي، مطار أوهير الدولي، Cleveland، Colorado Springs ‏، Columbus–Glenn، Dallas–Love، مطار دنفر الدولي، مطار ديترويت، El Paso ‏، مطار هونولولو الدولي، Houston–Hobby، مطار جورج بوش الدولي، مطار إنديانابوليس الدولي، Kahului، Kansas City ‏، مطار هاري ريد الدولي، Long Beach ‏، مطار لوس أنجلوس الدولي، Louisville، Milwaukee، مطار منيابولس سانت بول الدولي، مطار ناشفيل الدولي، مطار نيو اورليانز لويس أرمسترونغ الدولي، مطار أوكلاند الدولي (الولايات المتحدة)، Oklahoma City ‏، Omaha، Ontario، Orange County ‏، مطار أورلاندو الدولي، Palm Springs ‏، مطار بيتسبرغ الدولي ‏، مطار بورتلاند الدولي، Puerto Vallarta ‏، Raleigh/Durham، مطار رينو تاهو الدولي، Sacramento، مطار سولت ليك سيتي الدولي، مطار سان أنطونيو الدولي، مطار سان دييغو الدولي، مطار سان فرانسيسكو الدولي، مطار سان خوسيه الدولي، San José del Cabo ‏، مطار سياتل تاكوما الدولي، Spokane، مطار سانت لويس الدولي، مطار تامبا الدولي، Tulsa، مطار واشنطن دولس الدولي (تبدأ في 9 أبريل 2024) موسمي: Cincinnati، Fort Lauderdale ‏، مطار ليتل روك الدولي، مطار ممفيس الدولي، مطار فيلادلفيا الدولي، Wichita | [ 40 ] |
| خطوط سبيريت الجوية       | مطار دالاس فورت ورث الدولي، مطار هاري ريد الدولي، مطار نيوآرك ليبرتي الدولي، مطار أورلاندو الدولي موسمي: مطار أوهير الدولي، مطار ديترويت، Fort Lauderdale ‏، مطار منيابولس سانت بول الدولي | [ 41 ] |
| خطوط بلاد الشمس الجوية   | مطار منيابولس سانت بول الدولي موسمي: Duluth، Green Bay ‏، Madison، Milwaukee (تستأنف في 21 ديسمبر 2023)، Rochester (MN) ‏ | [ 43 ] |
| الخطوط الجوية المتحدة    | مطار أوهير الدولي، مطار دنفر الدولي، مطار جورج بوش الدولي، مطار لوس أنجلوس الدولي، مطار نيوآرك ليبرتي الدولي، مطار سان فرانسيسكو الدولي، مطار واشنطن دولس الدولي | [ 44 ] |
| United Express           | مطار دنفر الدولي، مطار جورج بوش الدولي، مطار لوس أنجلوس الدولي | [ 44 ] |
| Volaris                  | Culiacán، مطار غوادالاخارا الدولي | [ 45 ] |
| ويست جت إيرلاينز ‏        | مطار كالغاري الدولي موسمي: Edmonton، Kelowna، مطار ريجاينا الدولي ‏، Saskatoon، مطار فانكوفر الدولي، Winnipeg | [ 46 ] |

### الشحن
| شركـات طيـران        | الوجهات | Refs                        |
| -------------------- | --- | --------------------------- |
| Air Cargo Carriers   | مطار هاري ريد الدولي، مطار توسان الدولي | [ 47 ]                      |
| Amazon Air           | Allentown، Cincinnati، مطار أوهير الدولي، مطار شيكاغو روكفورد الدولي، Fort Worth ‏، Lakeland (FL) ‏، مطار بورتلاند الدولي، مطار تامبا الدولي، Wilmington | [ 48 ] [ 49 ] [ 50 ] [ 51 ] |
| Ameriflight          | Hermosillo، Lake Havasu ‏، Nogales، Payson، Prescott، Sierra Vista ‏، مطار توسان الدولي، Yuma                                                            | [ 52 ]                      |
| دي إتش إل للطيران    | Cincinnati، Hermosillo، مطار سان دييغو الدولي | [ 53 ] [ 54 ]               |
| فيديكس إكسبرس        | مطار إنديانابوليس الدولي، مطار لوس أنجلوس الدولي، مطار ممفيس الدولي، مطار أوكلاند الدولي (الولايات المتحدة)                                            |                             |
| فيديكس إكسبرس        | Flagstaff، Lake Havasu City ‏، Yuma |                             |
| خطوط يو بي إس الجوية | Albuquerque، مطار شيكاغو روكفورد الدولي، مطار دالاس فورت ورث الدولي، مطار دنفر الدولي، Fargo، Louisville، Lubbock، Ontario، مطار سولت ليك سيتي الدولي  | [ 55 ] [ 56 ]               |

## الإحصائيات

### أهم الوجهات
| الرتبة | المدينة                       | المسافرين | الناقل                                                  |
| ------ | ----------------------------- | --------- | ------------------------------------------------------- |
| 1      | مطار دنفر الدولي              | 1,159,000 | الأمريكية، فرونتير، ساوث ويست، المتحدة                  |
| 2      | مطار سياتل تاكوما الدولي      | 918,000   | آلاسكا، الأمريكية، دلتا، فرونتير، ساوث ويست             |
| 3      | مطار هاري ريد الدولي          | 866,000   | الأمريكية، فرونتير، دي إس أكس، ساوث ويست، سيبريت        |
| 4      | مطار أوهير الدولي             | 819,000   | الأمريكية، فرونتير، ساوث ويست، سيبريت، المتحدة          |
| 5      | مطار دالاس فورت ورث الدولي    | 730,000   | الأمريكية، سيبريت                                       |
| 6      | مطار لوس أنجلوس الدولي        | 720,000   | الأمريكية، دلتا، فرونتير، ساوث ويست، المتحدة            |
| 7      | مطار منيابولس سانت بول الدولي | 652,000   | الأمريكية، دلتا، فرونتير، ساوث ويست، سيبريت، بلاد الشمس |
| 8      | مطار سان دييغو الدولي         | 632,000   | الأمريكية، فرونتير، دي إس أكس، ساوث ويست                |
| 9      | مطار سولت ليك سيتي الدولي     | 613,000   | الأمريكية، دلتا، فرونتير، ساوث ويست                     |
| 10     | مطار هارتسفيلد جاكسون         | 576,000   | الأمريكية، دلتا، ساوث ويست                              |

| الرتبة | المدينة                    | المسافرين | الناقل                |
| ------ | -------------------------- | --------- | --------------------- |
| 1      | San José del Cabo، Mexico ‏ | 407,980   | الأمريكية، ساوث ويست  |
| 2      | مطار لندن هيثرو            | 279,668   | الأمريكية، البريطانية |
| 3      | Puerto Vallarta، Mexico ‏   | 273,377   | الأمريكية، ساوث ويست  |
| 4      | مطار كالغاري الدولي        | 214,660   | طيران كندا، ويست جيت  |
| 5      | Cancún، Mexico             | 204,965   | الأمريكية، ساوث ويست  |
| 6      | مطار غوادالاخارا الدولي    | 145,600   | الأمريكية، فولاريس    |
| 7      | مطار تورونتو بيرسون الدولي | 143,942   | طيران كندا، ويست جيت  |
| 8      | مطار فانكوفر الدولي        | 97,704    | طيران كندا، ويست جيت  |
| 9      | مطار بينيتو خواريز الدولي  | 91,765    | الأمريكية             |
| 10     | Mazatlán، Mexico           | 76,779    | الأمريكية             |

### عدد المسافرين السنوي
شاهد source Wikidata query and sources.
| السنة | المسافرين  | السنة | المسافرين  | السنة | المسافرين  |
| ----- | ---------- | ----- | ---------- | ----- | ---------- |
| 2000  | 36,044,281 | 2011  | 40,592,295 | 2022  | 44,397,854 |
| 2001  | 35,437,051 | 2012  | 40,448,932 | 2023  |            |
| 2002  | 35,547,432 | 2013  | 40,341,614 | 2024  |            |
| 2003  | 37,423,502 | 2014  | 42,134,662 | 2025  |            |
| 2004  | 39,504,323 | 2015  | 44,006,206 | 2026  |            |
| 2005  | 41,204,071 | 2016  | 43,383,528 | 2027  |            |
| 2006  | 41,436,498 | 2017  | 43,921,670 | 2028  |            |
| 2007  | 42,184,515 | 2018  | 44,943,686 | 2029  |            |
| 2008  | 39,891,193 | 2019  | 46,288,337 | 2030  |            |
| 2009  | 37,824,982 | 2020  | 21,928,708 | 2031  |            |
| 2010  | 38,554,530 | 2021  | 38,846,713 | 2032  |            |

### شركات الطيران
| الرتبة | الناقل                  | المسافرين  | الحصة  |
| ------ | ----------------------- | ---------- | ------ |
| 1      | خطوط ساوث ويست الجوية   | 15,099,000 | 34.59% |
| 2      | الخطوط الجوية الأمريكية | 15,029,000 | 34.43% |
| 3      | خطوط دلتا الجوية        | 3,197,000  | 7.32%  |
| 4      | الخطوط الجوية المتحدة   | 2,538,000  | 5.81%  |
| 5      | خطوط فرونتير الجوية     | 2,041,000  | 4.68%  |
| 6      | آخرى                    | 5,746,000  | 13.16% |

## الوحدات العسكرية
مطار فينيكس هو أيضا موطن ل قاعدة سكاي هاربور الجوية للحرس الوطني ويحتضن الفرقة 161 من جناح التزود بالوقود الجوي (161 ARW)، إحدى وحدات قيادة الحركة الجوية الأمريكية (AMC) والتابعة لقيادة الحرس الوطني في أريزونا. واحدة من وحدتين تحلق في ولاية أريزونا، بالإضافة إلى دورها المحلي باعتبارها وحدة من الحرس الوطني، والإجابة على حاكم ولاية أريزونا، تقوم أيضا بأداء دورها في تنظيم ودعم النقل الجوي للتزود بالوقود ومهام النقل الجوي في جميع أنحاء العالم.

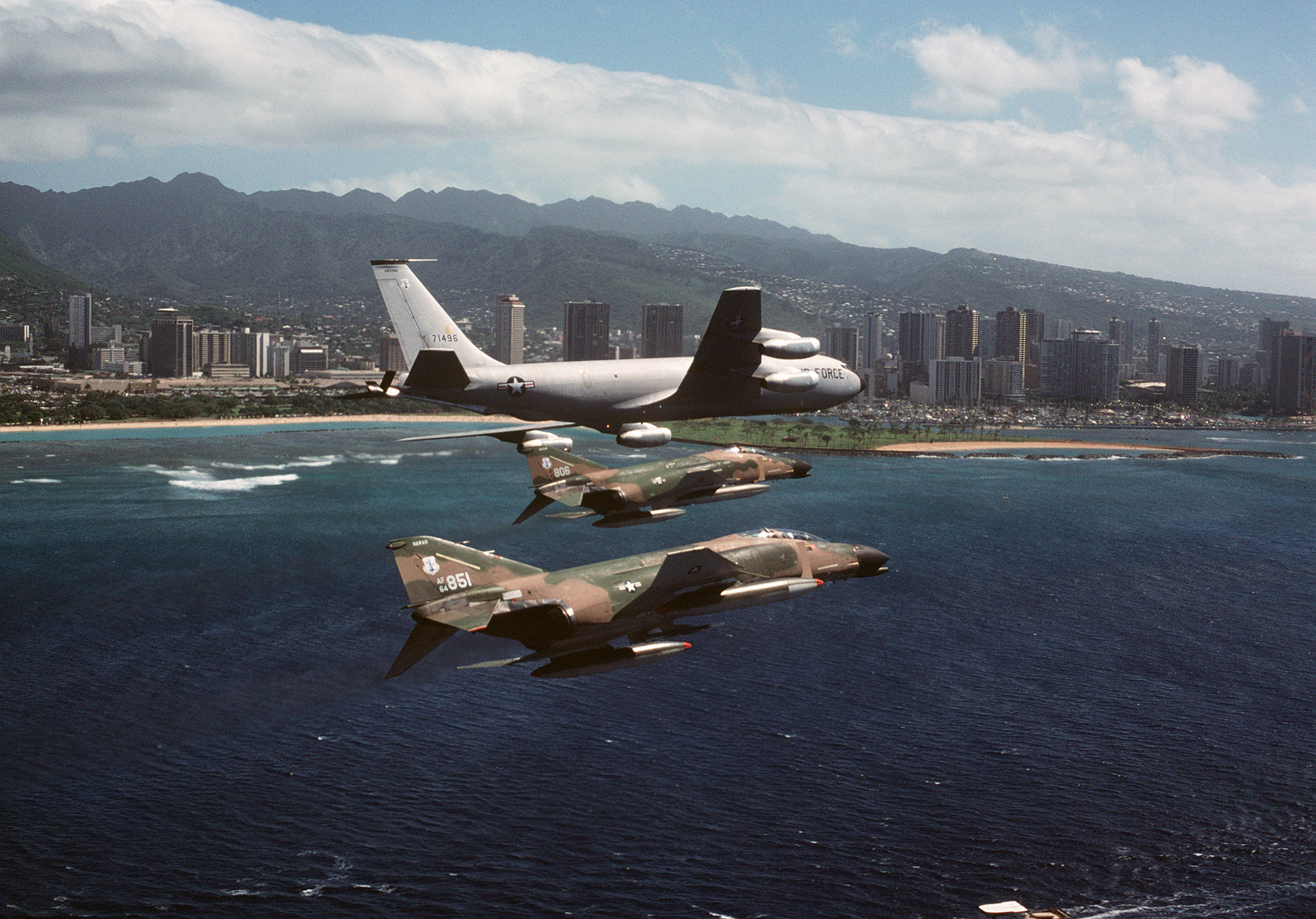
طائرة تزود بالوقود تابعة قيادة الحركة الجوية باريزونافي 1979

تقع القاعدة على الجانب الجنوبي من المطار الحالي وهو منشأة جديدة نسبيا منشأة حديثا بدلا من المرافق السابقة والتي وقفت في طريق توسعة المطار. القاعدة هي مقر لأكثر من 1000 عنصر من أفراد الحرس الوطني الأمريكي والموظفين المنتدبين للعمل، التي تتألف من مزيج من قوات الحرس النظاميين والاحتياط واحتياط أفراد الصيانة.